# تمضيت
تمضيت هي جماعة قروية تأسست سنة 1992، تقع شمال المملكة. تنتمي تمضيت لإقليم تاونات ودائرة تاونات التي يوجد مقرها بجماعة بوهودة.
تضم هذه القرية 21.453 نسمة (إحصاء 2004).